# Vaahteraliiga 2015
Die Vaahteraliiga 2015 war die 36. Saison der Vaahteraliiga, der höchsten Spielklasse des American Football in Finnland. Sie begann am 11. Juni und endete am 12. September 2015 mit dem Vaahteramalja XXXVI (auch Maple Bowl XXXVI), dem Finale um die finnische Meisterschaft. Die Vaahteraliiga wurde vom finnischen American-Football-Verband SAJL organisiert. Finnischer Meister wurde der Titelverteidiger und Rekordmeister Helsinki Roosters. Als bester Ligaspieler des Jahres wurde Wide Receiver RJ Long von den Helsinki 69ers ausgezeichnet. Nach der Saison zogen sich die Helsinki 69ers aus der Vaahteraliiga zurück.

## Teilnehmer und Modus
Die folgenden sieben Vereine spielten in der regulären Saison jeweils zweimal gegeneinander, sodass jedes Team insgesamt fünf Heimspiele hatte. Anschließend kamen die besten vier Teams in die Play-offs, in denen das bestplatzierte gegen das viertplatzierte Team sowie der Zweite gegen den Dritten im Halbfinale antrat.
- Helsinki Roosters (Meister 2014)
- Helsinki 69ers
- Porvoo Butchers
- Seinäjoki Crocodiles
- Turku Trojans
- Vantaan TAFT

## Regular Season

### Tabelle
| Pl. | Team                 | Sp. | S | U | N  | TD      | Diff. | Punkte | SQ    |
| --- | -------------------- | --- | - | - | -- | ------- | ----- | ------ | ----- |
| 1   | Seinäjoki Crocodiles | 10  | 8 | 0 | 2  | 326:154 | +172  | 16:4   | 0,800 |
| 2   | Turku Trojans        | 10  | 7 | 0 | 3  | 383:206 | +177  | 14:6   | 0,700 |
| 3   | Helsinki Roosters    | 10  | 7 | 0 | 3  | 326:227 | 0+99  | 14:6   | 0,700 |
| 4   | Helsinki 69ers       | 10  | 4 | 0 | 6  | 225:287 | 0−62  | 8:12   | 0,400 |
| 5   | Porvoo Butchers      | 10  | 4 | 0 | 6  | 235:279 | 0−44  | 8:12   | 0,400 |
| 6   | Vantaan TAFT         | 10  | 0 | 0 | 10 | 080:422 | −342  | 0:20   | 0,000 |

Qualifikation für die Play-offs.

Quelle: sajl.org.

### Individuelle Statistiken
| Kategorie            | Athlet               | Position | Team                 | Spiele | Statistik |
| -------------------- | -------------------- | -------- | -------------------- | ------ | --------- |
| Passing              |                      |          |                      |        |           |
| Yards                | Justin Sottilaire    | QB       | Seinäjoki Crocodiles | 10     | 2.160     |
| Yards pro Spiel      | Jason Harrison       | QB       | Helsinki 69ers       | 6      | 219,2     |
| Touchdowns           | Justin Sottilaire    | QB       | Seinäjoki Crocodiles | 10     | 30        |
| Komplettierungsquote | Sean Shelton         | QB       | Turku Trojans        | 5      | 60,3      |
| Interceptions        | Justin Sottilaire    | QB       | Seinäjoki Crocodiles | 10     | 14        |
| Rushing              |                      |          |                      |        |           |
| Yards                | Jaycen Taylor-Spears | RB       | Helsinki Roosters    | 9      | 1.227     |
| Yards pro Versuch    | Jaycen Taylor-Spears | RB       | Helsinki Roosters    | 9      | 8,3       |
| Touchdowns           | Jaycen Taylor-Spears | RB       | Helsinki Roosters    | 9      | 16        |
| Receiving            |                      |          |                      |        |           |
| Yards                | RJ Long              | WR       | Helsinki 69ers       | 10     | 961       |
| Yards pro Catch      | Sebastien Sagne      | WR       | Helsinki 69ers       | 9      | 19,0      |
| Touchdowns           | Timothy Thomas       | WR       | Seinäjoki Crocodiles | 10     | 13        |
| Receptions           | RJ Long              | WR       | Helsinki 69ers       | 10     | 54        |
| Kicking              |                      |          |                      |        |           |
| Field Goals          | Joni-Petteri Malka   | K        | Turku Trojans        | 10     | 9         |
| Extrapunkte          | Joni-Petteri Malka   | K        | Turku Trojans        | 10     | 42        |
| XP-Trefferquote      | Jimi Roiko           | K        | Porvoo Butchers      | 10     | 100,0     |
| Defensive            |                      |          |                      |        |           |
| Sacks                | Filip Zacok          | DE       | Seinäjoki Crocodiles | 9      | 7,5       |
| Tackles              | Sebastian Karbin     | LB       | Porvoo Butchers      | 10     | 75,5      |
| Solo Tackles         | Dustin Illetschko    | LB       | Helsinki Roosters    | 10     | 51        |
| Tackles pro Spiel    | Sebastian Karbin     | LB       | Porvoo Butchers      | 10     | 7,6       |
| Interceptions        | RJ Long              | DB       | Helsinki 69ers       | 10     | 8         |
| Quelle: sajl.org     |                      |          |                      |        |           |

## Play-offs
|  | Halbfinale | Halbfinale           | Halbfinale |  |  | Maple Bowl XXXVI | Maple Bowl XXXVI     | Maple Bowl XXXVI |
|  |            |                      |            |  |  |                  |                      |                  |
|  |            |                      |            |  |  |                  |                      |                  |
|  | 1          | Seinäjoki Crocodiles | 28         |  |  |                  |                      |                  |
|  | 4          | Helsinki 69ers       | 7          |  |  |                  |                      |                  |
|  |            |                      |            |  |  | 1                | Seinäjoki Crocodiles | 31               |
|  |            |                      |            |  |  | 2                | Helsinki Roosters    | 45               |
|  | 2          | Turku Trojans        | 10         |  |  |                  |                      |                  |
|  | 3          | Helsinki Roosters    | 33         |  |  |                  |                      |                  |
|  |            |                      |            |  |  |                  |                      |                  |

### Halbfinale
|                                       |                                     | {{{Spiel}}}          |        |                |  |                                                               |
| Seinäjoki 5. September 2015 15:30 Uhr |                                     | Seinäjoki Crocodiles | 28 : 7 | Helsinki 69ers |  | Nordic Nutrients areena Zuschauer: 936 Referee: M. Makarainen |
| Seinäjoki 5. September 2015 15:30 Uhr | (0:0, 14:7, 0:0, 14:0) Spielbericht | Seinäjoki Crocodiles |        | Helsinki 69ers |  | Nordic Nutrients areena Zuschauer: 936 Referee: M. Makarainen |

|                                   |                                    | {{{Spiel}}}   |         |                   |  |                                                  |
| Turku 6. September 2015 15:30 Uhr |                                    | Turku Trojans | 10 : 33 | Helsinki Roosters |  | Yläkenttä Zuschauer: 1143 Referee: V. Lamminsalo |
| Turku 6. September 2015 15:30 Uhr | (0:7, 3:6, 0:14, 7:6) Spielbericht | Turku Trojans |         | Helsinki Roosters |  | Yläkenttä Zuschauer: 1143 Referee: V. Lamminsalo |

### Vaahteramalja XXXVI
Die Helsinki Roosters gewannen zum vierten Mal in Folge den Maple Bowl. Als wertvollster Spieler des Spiels wurde Runningback Jaycen Spears ausgezeichnet.
|                                       |                                      | {{{Spiel}}}          |         |                   |  |                                                        |
| Helsinki 12. September 2015 18:30 Uhr |                                      | Seinäjoki Crocodiles | 31 : 45 | Helsinki Roosters |  | Sonera Stadium Zuschauer: 2.909 Referee: V. Lamminsalo |
| Helsinki 12. September 2015 18:30 Uhr | (7:7, 10:10, 7:21, 7:7) Spielbericht | Seinäjoki Crocodiles |         | Helsinki Roosters |  | Sonera Stadium Zuschauer: 2.909 Referee: V. Lamminsalo |

## Auszeichnungen

### All Stars 2015
| Position               | Athlet               | Team                 |    | Position         | Athlet               | Team          |
| ---------------------- | -------------------- | -------------------- | -- | ---------------- | -------------------- | ------------- |
| Offense                |                      |                      |    |                  |                      |               |
| QB                     | Justin Sottilaire    | Seinäjoki Crocodiles |    | OL               | Karri Kuuttila       | Turku Trojans |
| RB                     | Jaycen Taylor-Spears | Helsinki Roosters    | OL | Iiro Luoto       | Helsinki Roosters    |               |
| WR                     | RJ Long              | Helsinki 69ers       | OL | Daniel Menziel   | Turku Trojans        |               |
| WR                     | Kimi Linnainmaa      | Helsinki Roosters    | OL | Pasi Lautala     | Porvoo Butchers      |               |
| WR                     | Timothy Thomas       | Seinäjoki Crocodiles | OL | Jere Lahti       | Helsinki Roosters    |               |
| WR                     | Roman Runner         | Porvoo Butchers      |    |                  |                      |               |
| Defense                |                      |                      |    |                  |                      |               |
| DL                     | Viktor Sarvi         | Helsinki Roosters    |    | LB               | Ricky Jacobs         | Vantaa TAFT   |
| DL                     | Lane Stuht           | Seinäjoki Crocodiles | DB | RJ Long          | Helsinki 69ers       |               |
| DL                     | Filip Zacok          | Seinäjoki Crocodiles | DB | Juhani Koivumäki | Seinäjoki Crocodiles |               |
| DL                     | James Perrineau      | Helsinki 69ers       | DB | Terrel Jackson   | Helsinki 69ers       |               |
| LB                     | Sebastian Karbin     | Porvoo Butchers      | DB | Benjamin Bubik   | Helsinki Roosters    |               |
| LB                     | Dustin Illetschko    | Helsinki Roosters    |    |                  |                      |               |
| Special Teams          |                      |                      |    |                  |                      |               |
| K                      | Joni-Petteri Malka   | Turku Trojans        |    |                  |                      |               |
| Quelle: jenkkifutis.fi |                      |                      |    |                  |                      |               |

### Awards
- Liga-MVP (Vuoden liigapelaaja): RJ Long, WR/DB, Helsinki 69ers
- Offensiv-Spieler des Jahres (Vuoden Hyökkääjä): Jaycen Taylor-Spears, RB, Helsinki Roosters
- Defensiv-Spieler des Jahres (Matti Lindholm Trophy): Sebastian Karbin, LB, Porvoo Butchers
- Rookie des Jahres: Filip Zacok, DL, Porvoo Butchers
- Bester Line-Spieler: Lane Stuht, DL, Seinäjoki Crocodiles
- Ari Tuuli Trophy (Vuoden Etenijä): Kimi Linnainmaa, WR, Helsinki Roosters